# Vauchassis
Vauchassis település Franciaországban, Aube megyében. Lakosainak száma 498 fő (2022. január 1.). Vauchassis Bercenay-en-Othe, Bouilly, Bucey-en-Othe, Chennegy, Laines-aux-Bois, Maraye-en-Othe, Prugny, Sommeval és Souligny községekkel határos.

## Népesség
A település népessége az elmúlt években az alábbi módon változott:
| Lakosok száma | 353  | 417  | 488  | 520  | 501  | 503  | 503  | 500  | 499  | 498  |
|               | 1968 | 1982 | 1990 | 2006 | 2013 | 2015 | 2017 | 2019 | 2020 | 2022 |